# Darwinia leptantha
Darwinia leptantha là một loài thực vật có hoa trong Họ Đào kim nương. Loài này được B.G.Briggs mô tả khoa học đầu tiên năm 1962.